# Watsonarctia lutea
Watsonarctia lutea är en fjärilsart som beskrevs av O. Schultz 1908. Watsonarctia lutea ingår i släktet Watsonarctia och familjen björnspinnare. Inga underarter finns listade i Catalogue of Life.